# Disney Channel (Japonia)
Disney Channel (Japonia) – stacja telewizyjna dla dzieci i młodzieży w Japonii.
Nadawanie stacji rozpoczęło się 1 stycznia 1994 roku w wersji azjatyckiej. Osobna wersja japońska nadaje od 18 listopada 2003 roku.

## Programy

### Seriale animowane
Aktualnie w emisji:
- Aladyn
- Baranek Shaun
- Bujdy na resorach
- Café Myszka
- Can You Teach My Alligator Manners?
- Fineasz i Ferb
- JoJo z cyrku
- Kim Kolwiek
- Klub przyjaciół Myszki Miki
- Lilo i Stich
- Mali Einsteini
- Moi przyjaciele – Tygrys i Kubuś
- Nowa szkoła króla
- Olinek Okrąglinek
- Sabrina
- Stich!
- The Mouse Factory
- Tomek i przyjaciele
- SpongeBob Kanciastoporty
- TUGS
- Zajączkowo
- Złota Rączka

### Seriale fabularne
Aktualnie w emisji:
- Brian O’Brian
- Czarodzieje z Waverly Place
- Derek kontra rodzinka
- Dumbo’s Circus
- H2O – wystarczy kropla
- Hannah Montana
- Poruszamy wyobraźnię
- Jonas
- Mortified
- Powodzenia, Charlie!
- Sabrina, nastoletnia czarownica
- Słoneczna Sonny
- Suite Life: Nie ma to jak statek
- Świat Raven
- Welcome to Pooh Corner

### Filmy
Animowane:
- Auta (2006)

### Fabularne
- Camp Rock (2008)
- Camp Rock 2: Wielki finał (2010)
- Dziewczyny Cheetah (2003)
- Dziewczyny Cheetah 2 (2006)
- Dziewczyny Cheetah: Jeden świat (2008)
- High School Musical (2006)
- High School Musical 2 (2007)
- Księżniczka na lodzie (2005)
- Magiczny duet (2005)
- Magiczny duet 2 (2007)
- Miasteczko Halloween (1998)
- Miasteczko Halloween II: Zemsta Kalabara (2001)
- O, kurczę! (2009)
- Piękne mleczarki (2006)
- Piraci z Karaibów: Skrzynia umarlaka (2006)
- Program ochrony księżniczek (2009)
- Randka z gwiazdą (2010)
- Return to Halloweentown (2006)
- Tatastrofa (2009)
- Wendy Wu (2006)
- Wskakuj! (2007)
- Zakręcony piątek (2003)